# A Quick Fix of Melancholy
A Quick Fix of Melancholy è il quarto EP degli Ulver, pubblicato nel 2003 dalla Jester Records.

## Tracce
1. Little Blue Bird – 6:35
2. Doom Sticks – 4:40
3. Vowels – 6:18
4. Eitttlane – 5:22

## Formazione

### Gruppo
- Kristoffer Rygg (Garm, Trickster G., G. Wolf, Fiery G. Maelstrom) – voce
- Tore Ylwizaker – tastiere, sintetizzatori, effetti
- Jørn H. Sværen – suoni